# Zahra Newman
Zahra Newman là một diễn viên người Úc gốc Jamaica.
Newman được sinh ra ở Port Antonio, Jamaica và trải qua những năm tháng định hình ở Kingston trước khi di cư sang Úc khi 14 tuổi với mẹ. Mối quan tâm của cô đối với nghệ thuật biểu diễn được nuôi dưỡng thông qua sự tham gia của cô với Cha HoLung và những người bạn, nhóm âm nhạc và nghệ thuật sân khấu theo phong cách Caribe gắn liền với những người truyền giáo của người nghèo. Sau đó, tại Brisbane Úc, các cơ hội biểu diễn với Công ty Nhà hát Harvest Rain đã phục vụ niềm đam mê và cam kết của cô với sân khấu. Cô tốt nghiệp trường Cao đẳng Nghệ thuật Victoria năm 2008 
Cô xuất hiện với vai Nabalungi trong dàn diễn viên gốc của The Book of Mormon của Úc.
Newman đã biểu diễn rộng rãi với các công ty sân khấu hàng đầu ở Melbourne và Sydney. Các khoản tín dụng cho nhà hát của cô bao gồm Miss Julie, The Effect, The Mountaintop, The Cherry Orchard, Clybourne Park, The Drowsy Chaperone, Richard III và Rockabye cho Melbourne Theatre Company; Rosalind trong As You Like It cho Bell Shakespeare; Người khổng lồ mù đang nhảy múa, Ivanov và cuộc sống riêng tư cho Belvoir; Tình yêu và thông tin cho Nhà hát Malthouse và Công ty Nhà hát Sydney; Thanh tra Chính phủ cho Nhà hát Belvoir và Malthouse; và Ngẫu nhiên cho Nhà hát Opera Sydney, Công ty Nhà hát Melbourne và Nhà máy điện Brisbane. Cô cũng xuất hiện trong dàn diễn viên gốc Úc của   âm nhạc Một sĩ quan và một quý ông. 
Các khoản tín dụng truyền hình và phim của cô bao gồm Wentworth, Rush và Childhood's End .
Năm 2014, Newman đã được đề cử giải thưởng Helpmann cho cả hai nữ diễn viên xuất sắc nhất trong vở kịch cho Mountiffop và nữ diễn viên nữ xuất sắc nhất trong vai trò hỗ trợ trong vở kịch cho Thanh tra chính phủ. Cô đã nhận được giải thưởng Phòng xanh cho Nữ diễn viên ngẫu nhiên vào năm 2012.

## Đóng phim
| Năm           | Tựa đề       | Vai trò          | Ghi chú            |
| ------------- | ------------ | ---------------- | ------------------ |
| 2010          | Vội vàng     | Kara Davidson    | 2 tập              |
| 2012          | Giữ          | Lily             | Phim ngắn          |
| 2015          | Sự thật      | Dana Roberson    |                    |
| 2015          | Thời thơ ấu  | Bridget Rodricks | Tập: "Các chúa tể" |
| 2016          | Showroom hài | Fran Wright      | Tập: " ảm đạm "    |
| 2017          | Wentworth    | Iman Farah       | 5 tập              |
| Hiện tại 2017 | Chị em gái   | Độc tính         |                    |